# 1 de mayo
El 1 de mayo es el 121.ᵉʳ (centésimo vigésimo primer) día del año en el calendario gregoriano y el 122.º en los años bisiestos. Quedan 244 días para finalizar el año.

## Acontecimientos
- 305: en Roma, Diocleciano y Maximiano se retiran del trono del Imperio romano.
- 1045: en Roma un cónclave de obispos nombra papa a Gregorio VI.
- 1212: a 75 km al norte de Eilat (Israel) 30°00′N 35°12′E / 30, 35.2, a las 5:00 (hora local) se produce un terremoto con una magnitud entre 8 y 9 en la escala de Richter, que deja registros en Al Karak (Jordania, 140 km al nornoreste), Jerusalén (Israel, 180 km al nornoroeste) y El Cairo (Egipto, 380 km al oeste) y un saldo de «muchos» muertos.
- 1243: Alfonso X de León y II de Castilla, siendo todavía infante, reconquista la ciudad de Murcia a los musulmanes.
- 1279: en Fantella (44°01′N 11°49′E / 44.02, 11.82, 70 km al noreste de Florencia), en Italia, y 80 km al noroeste de San Marino, a las 1:00 de la madrugada (hora local) un terremoto de magnitud 6,2 en la escala de Richter destruye todas las aldeas de los alrededores.
- 1285: en España, las tropas musulmanas de Ayyad Al-Asseni atacan el castillo de Sanlúcar de Barrameda (Cádiz), masacrando a un gran número de pobladores cristianos, sin conseguir su conquista.
- 1287: en Sicilia, las fuerzas de Roger de Lauria (de la corona de Aragón) toman la villa y el castillo de Augusta, que habían estado en poder del reino de Nápoles.
- 1312: en la península del Sinaí 28°30′N 34°00′E / 28.5, 34 (Egipto), a 50 km al este del Golfo de Suez y a 45 km al oeste del Golfo de Acaba sucede un terremoto de magnitud 6,7 en la escala Richter.
- 1328: en Inglaterra, finaliza la primera guerra de independencia escocesa. En el Tratado de Edimburgo-Northampton, el rey reconoce a Escocia como un territorio independiente.
- 1460: los europeos invaden la isla Cabo Verde.
- 1576: en Polonia, Esteban I Báthory, el príncipe reinante de Transilvania, se casa con Anna Jagiellon y ambos se vuelven regentes del reino polaco-lituano.
- 1582: en Pozzuoli, unos 15 km al oeste de Nápoles (Italia) sucede un terremoto de magnitud 5,1 en la escala Richter.
- 1619 (17/3/0005 de la era Genna): en la ciudad de Yatsushiro 32°30′N 130°36′E / 32.5, 130.6 (prefectura Kumamoto, a 120 km al sureste de Nagasaki, en Japón), a las 12:00 hora local sucede un terremoto de magnitud 6,0 en la escala Richter. Viene acompañado por un tsunami. Deja «muchos muertos».
- 1660: en Inglaterra termina el Commonwealth y se forma la monarquía. Carlos II de Inglaterra, que está exiliado en Breda (Países Bajos), es proclamado rey de Inglaterra, Escocia e Irlanda por el Parlamento de la Convención. Será coronado el día 29 de ese mismo mes.
- 1699: en el valle del río Misisipi (Estados Unidos) Pierre Le Moyne d'Iberville funda el primer asentamiento europeo.
- 1707: la Ley de Unión une a Inglaterra-Gales con Escocia, para formar el Reino de Gran Bretaña.
- 1751: se juega en territorio de los actuales Estados Unidos el primer partido de críquet.
- 1753: en Suecia, el naturalista Carlos Linneo (1707-1778) publica Species Plantarum, dando comienzo a la taxonomía de las plantas (que más tarde sería adoptada como código internacional de nomenclatura botánica).
- 1775: en Viena (Austria) se abre para todo público el Jardín Botánico.
- 1775: en Leipzig (Alemania) se estrena la ópera melodramática Medea, de Georg Benda.
- 1776: en Ingolstadt (Alemania), Adam Weishaupt funda la sociedad de los Illuminati.
- 1786: en Viena (Austria) se estrena la ópera Las bodas de Fígaro, de Wolfgang Amadeus Mozart.
- 1790: primer censo en los Estados Unidos.
- 1834: en el Imperio británico se declara abolida la esclavitud.
- 1840: en el Reino Unido comienza la venta del One Penny Black, el primer sello postal internacional (válido durante seis días).
- 1851: en Londres (Reino Unido) la Reina Victoria inaugura "La Gran Exposición".
- 1851: en Concepción del Uruguay, Argentina, Justo José de Urquiza, gobernador de Entre Ríos, proclama el llamado pronunciamiento de Urquiza.
- 1853: en Argentina se sanciona la Constitución nacional.
- 1854: cerca de Nueva York (Estados Unidos) se hunde el barco de pasajeros City of Glasgow. Mueren 480 personas.
- 1859: en Ecuador, Gabriel García Moreno es nombrado presidente.
- 1863: en el marco de la Guerra Civil, comienza la batalla de Chancellorsville. Las fuerzas confederadas (del general Robert E. Lee) derrotan a las tropas de la Unión, lideradas por el general Joseph Hooker.
- 1863: en el Teatro Lírico (París) se estrena la ópera El jardinero y su señor, de Léo Delibes.
- 1865: en Viena (Imperio austrohúngaro) el emperador Francisco José I inaugura la Ringstraße, de 4 km de longitud y 57 m de ancho.
- 1869: en París (Francia) se inaugura el cabaret Folies Bergères.
- 1873: en Viena (Imperio austrohúngaro) se inaugura la Exposición Mundial.
- 1878: en París se inauguran los pabellones de la Exposición Mundial.
- 1882: en Berlín, da su primer concierto la Orquesta Filarmónica de Berlín.
- 1884: en los Estados Unidos se proclama la demanda por la jornada laboral de ocho horas.
- 1886: en Chicago (Estados Unidos) comienza una huelga general de trabajadores para demandar la jornada laboral de ocho horas. Esto desembocará en la Revuelta de Haymarket tres días más tarde, el 4 de mayo. Debido a estos acontecimientos se celebra el 1 de mayo como Día Internacional de los Trabajadores.
- 1890: en Barcelona (España) los sindicatos anarcosindicalistas convocan una huelga general para conseguir la jornada laboral de ocho horas. En Elche, primera manifestación del Primero de Mayo.
- 1893: en Chicago (Estados Unidos) se abre la Exposición Mundial Colombina de Chicago.
- 1893: Buffalo Bill inaugura su primer Wild West Show (exhibición del Lejano Oeste).
- 1894: llega a Washington D. C. el “Ejército de Coxey”, la primera marcha de protesta estadounidense.
- 1898: en la bahía de Manila (Filipinas), en la primera batalla de la Guerra Hispano-Estadounidense, la flota estadounidense destruye a la flota española en el océano Pacífico (batalla de Cavite).
- 1900: en Scofield (Utah, Estados Unidos) mueren 200 trabajadores en uno de los peores desastres mineros de la historia de ese país.
- 1906: en Buenos Aires (Argentina) se funda el Club Atlético Chacarita Juniors.
- 1909: en Buenos Aires (Argentina), la policía al mando de Ramón L. Falcón mata a tiros a 14 trabajadores en huelga e hiere a otros 80 (organizada por la FORA). Véase Semana Roja de 1909).
- 1909: el oficial alemán Paul Graetz es la primera persona que atraviesa el continente africano en automóvil.
- 1910: en el estado de Guerrero (México), durante el régimen de Porfirio Díaz, se inaugura el camino de Iguala a Chilpancingo.
- 1912: en la población argentina de San Justo (provincia de Santa Fe), se funda el club Colón de San Justo.
- 1921: en Paraguay se funda el Club Sportivo Luqueño, perteneciente a la Asociación Paraguaya de Fútbol.
- 1925: en China se funda oficialmente la Federación de Sindicatos. Hoy es el gremio más grande del mundo, con 134 millones de miembros.
- 1925: en Guayaquil (Ecuador) se crea el Barcelona Sporting Club, equipo más grande de ese país.
- 1927: en un vuelo de Imperial Airways entre Londres y París se ofrece la primera comida en vuelo.
- 1929: en Irán, un terremoto (7,4 escala Richter) mata a 3300 personas.
- 1930: se bautiza oficialmente el planeta Plutón en el Reino Unido.
- 1931: en Nueva York (Estados Unidos), el presidente Herbert Hoover inaugura el Empire State, el edificio más alto del mundo.
- 1935: en Colombia, se funda el municipio de Puerto López.
- 1940: en el marco de la Segunda Guerra Mundial, se cancelan Juegos Olímpicos de Verano de 1940.
- 1941: en el marco de la Segunda Guerra Mundial, las fuerzas nazis lanzan un ataque en Tobruk (Libia).
- 1941: en Nueva York se estrena la película Citizen Kane de Orson Welles.
- 1945: en Berlín (Alemania), las tropas soviéticas izan su bandera en el Edificio Reichstag.
- 1945: un locutor alemán anuncia oficialmente que Adolf Hitler «ha caído en su puesto de comando en la Cancillería del Reich, peleando hasta su último aliento contra el bolchevismo y por una Alemania nacionalsocialista».
- 1945: La familia Goebbels se suicida.
- 1946: en Australia comienza la huelga de tres años de los aborígenes pilbara.
- 1946: la Conferencia de Paz en París decide que Italia debe devolver las islas del Dodecaneso a Grecia.
- 1947: en Italia sucede la Masacre de Portella della Ginestra. 9 adultos y 2 niños muertos, 27 heridos.
- 1948: se establece la República Democrática Popular de Corea (Corea del Norte), con Kim Il-sung como presidente.
- 1950: Guam cae bajo el dominio estadounidense.
- 1952: en Plaza de Mayo (Buenos Aires), Evita Perón pronuncia su último mensaje ante el pueblo. (Fallecerá de cáncer el 26 de julio de este año).

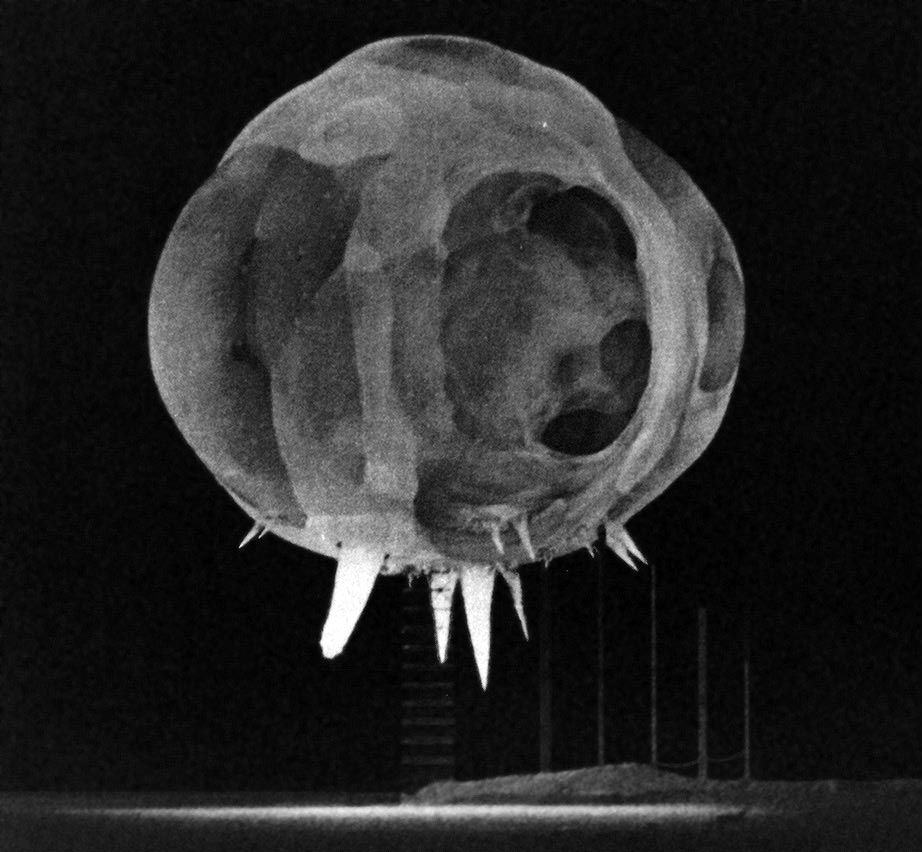
Fotografía tomada pocos milisegundos después de la detonación de una de las bombas atómicas de la operación Tumbler-Snapper (de 1952). La torre de la detonación se puede ver débilmente en el «rayo» central inferior.

- 1952: en el área 7 del sitio de pruebas nucleares de Nevada, Estados Unidos detona la bomba atómica Dog (o sea "D"), de 19 kilotones), dejándola caer desde un avión. Es la cuarta de la operación Tumbler-Snapper. Unos 7350 soldados que participan del ejercicio militar Desert Rock IV harán entrenamiento durante la explosión y quedarán expuestos de manera no voluntaria a la radiación.
- 1953: en Buenos Aires (Argentina), varios cientos de miles de obreros concurren ―a pesar de las amenazas de bombas― al discurso del presidente constitucional Juan Domingo Perón por el Día del Trabajador. Explotan siete bombas, sin dejar víctimas.[1]
- 1953: en París se estrena Esperando a Godot, de Samuel Beckett.
- 1953: en el ámbito de la CECA, se abre el mercado del acero.
- 1953: en Nueva York se estrena el musical My One and Only de George Gershwin en el teatro St. James.
- 1954: en la Prefectura de Saga, Japón se funda Taku.
- 1954: en Manila (Filipinas) comienzan los II Juegos Asiáticos.[2]
- 1954: en Francia, Pablo Picasso pinta el retrato Sylvette.
- 1954: en Honduras, los obreros de las empresas estadounidenses United Fruit Co. y de la Standard Fruit Co. inician la huelga más grande de la historia de ese país.
- 1956: en los Estados Unidos se hace disponible al público la vacuna contra la polio, desarrollada por Jonas Salk (ver 26 de marzo de 1953).
- 1956: en Japón, un médico informa de “una epidemia de una enfermedad desconocida, que ataca el sistema nervioso central”, lo que marca el descubrimiento de la enfermedad de Minamata.
- 1958: en Argentina, el político Arturo Frondizi asume la presidencia.
- 1960: Se produce el incidente del U-2, en el que los soviéticos derriban un avión espía estadounidense, lo que causa una crisis diplomática en el marco de la Guerra Fría.
- 1960: en Alemania del Este se inaugura el puerto de Rostock.
- 1961: en Cuba, Fidel Castro proclama el carácter socialista de la Revolución Cubana.
- 1962: en La Plata (Argentina), el gobernador electo Andrés Framini (peronista) ―que había ganado con el 59,4 % de los votos― insiste en asumir la gobernación de la provincia de Buenos Aires, pero la policía le impide el ingreso: «No, Sr. Gobernador, no se puede pasar».
- 1967: en Las Vegas (Estados Unidos), Elvis Presley se casa con Priscilla Beaulieu.
- 1970: en Seattle (Estados Unidos) se desata una ola de protestas por el anuncio del presidente Richard Nixon de que las fuerzas armadas de Estados Unidos, en guerra contra Vietnam, estaban invadiendo el territorio de Camboya (país neutral).
- 1971: en los Estados Unidos, la empresa Amtrak (National Railroad Passenger Corporation) se hace cargo del transporte de pasajeros por tren.
- 1972: en la Ofensiva de Pascua (guerra de Vietnam) las tropas norvietnamitas capturan Quang Tri, obteniendo el control efectivo de la provincia homónima.
- 1972: en Nicaragua, el presidente general Anastasio Somoza Debayle le entrega el poder al triunvirato de la Junta Nacional de Gobierno, integrada por el doctor Alfonso Lovo Cordero, el general Roberto Martínez Lacayo (liberales) y el doctor Fernando Agüero Rocha (conservador), para ser reelegido en 1974.
- 1974: el presidente Perón rompe públicamente con la organización Montoneros, que abandona la Plaza de Mayo
- 1976: en Italia, Giulio Andreotti es elegido primer ministro.
- 1978: el japonés Naomi Uemura es la primera persona que llega al Polo Norte viajando solo en un trineo tirado por perros.
- 1978: en los Estados Unidos, un representante de mercadeo de la empresa Digital Equipment Corporation envía el primer «correo no deseado» (que más tarde será conocido como spam) a cada dirección de ARPANET de la costa oeste.
- 1978: en Reino Unido se establece el Feriado Bancario de Mayo (May Day Bank Holiday).
- 1979: Groenlandia se convierte en provincia del Reino de Dinamarca.
- 1979: las islas Marshall se independizan de Estados Unidos.
- 1980: se inaugura oficialmente la televisión a color en Argentina.
- 1981: aparece el primer caso del síndrome del aceite tóxico, una intoxicación masiva sufrida en España con aceite de colza, que afectó a 20 000 personas y causó la muerte a cerca de 1100.
- 1982: iniciaron las hostilidades en la guerra de las Malvinas. Se produjeron los primeros combates aéreos. La flota argentina y la flota británica se acechaban.
- 1982: en Knoxville (Tennessee) se inaugura una exposición mundial.
- 1983: en San Juan (Puerto Rico), el boxeador Edwin El Chapo Rosario vence el título vacante de la WBC, categoría pesos livianos, batiendo a José Luis Ramírez por puntos en 12 rounds. Se convierte así en el 14.º puertorriqueño campeón del mundo.
- 1987: el papa Juan Pablo II beatifica a Edith Stein, una monja carmelita judía que fue gaseada en el campo de concentración nazi de Auschwitz (Polonia).
- 1988: en Alemania, el tren Hannover–Würzburg supera el récord de velocidad de 407 km/h.
- 1989: Groenlandia adopta su escudo de armas.
- 1989: es electo, en elecciones democráticas, tras la caída del dictador paraguayo Alfredo Stroessner, el general Andrés Rodríguez Pedotti.
- 1991: en Bangladés, el río Ganges sube 20 m, inundando todo el delta. Medio millón de personas son evacuadas.
- 1991: en la Ciudad del Vaticano, el papa Juan Pablo II publica la encíclica Centesimus annus por el centenario de la Rerum novarum de León XIII.
- 1994: en el Autódromo Enzo y Dino Ferrari, en Imola (Italia), el brasileño tricampeón de Fórmula 1 Ayrton Senna fallece en competición durante el Gran Premio de San Marino.
- 1995: Croacia lanza la Operación Flash durante la Guerra de la Independencia Croata.
- 1995: se inaugura el parque temático Port Aventura en Salou, Cataluña, España.
- 1999: Nauru se vuelve miembro de la Comunidad Británica de Naciones.
- 1999: en los Estados Unidos se estrena en tres programas piloto la serie de dibujos animados de televisión Bob Esponja.
- 1999: entra en vigor el Tratado de Ámsterdam
- 1999: en Yugoslavia durante la Operación Fuerza Aliada, una operación de la OTAN contra la República Federal de Yugoslavia (FRY). El autobús «Nis Express», que realizaba la ruta regular entre Pristina y Niš, fue alcanzado por, al menos, un misil lanzado por un avión de la OTAN. El ataque mató a cuarenta y seis personas de etnia serbia y albanesa, incluidos catorce niños. Solo cuatro pasajeros sobrevivieron al ataque.
- 2000: en Islandia Ólafur Ragnar Grímsson es reelegido presidente.
- 2000: el gobierno estadounidense suprime la disponibilidad selectiva que degradaba la señal de los GPS.
- 2001: en los Estados Unidos, Thomas Blanton Jr. es el segundo miembro del Ku Klux Klan que es condenado por la bomba en la iglesia bautista de la calle 16, en Birmingham, que mató a cuatro niñas afroamericanas.
- 2002: en Bangladés se hunde un transbordador en el río Meghna. Causó 400 muertes.
- 2003: en Turquía ocurre un terremoto (6,4 en la escala Richter), que deja 177 muertos.
- 2003: en los Estados Unidos, a bordo del portaaviones USS Abraham Lincoln, el presidente George W. Bush dice su discurso «Misión cumplida», dando por terminada oficialmente la Invasión a Irak de 2003.
- 2003: en el Blue John Canyon (Utah), el montañista estadounidense Aron Ralston, consigue liberarse de una enorme piedra que aplastó su antebrazo derecho luego de amputarse el mismo tras haber quedado atrapado en una cueva del cañón cinco días.
- 2004: en la residencia del presidente irlandés en Dublín, diez países ingresan en la Unión Europea: Chipre, Eslovaquia, Eslovenia, Estonia, Hungría, Letonia, Lituania, Malta, Polonia y la República Checa. (Vea Ampliación de la Unión Europea).
- 2005: Lionel Messi marca su primer gol como jugador profesional en el primer equipo del F.C Barcelona
- 2006: tiene lugar el Gran Paro Estadounidense. Millones de inmigrantes latinos realizan una huelga, uniéndose en un boicot laboral tanto en ese país como en toda Latinoamérica y marchas contra las leyes inmigratorias con el objetivo de que se les reconozca su derecho como personas, al trabajo, a la educación de sus hijos y a servicios médicos y se les legalice a través de una reforma migratoria integral en el país.
- 2006: el gobierno puertorriqueño entra en quiebra, forzando la clausura de escuelas y otras agencias.
- 2006: el presidente boliviano Evo Morales nacionaliza los hidrocarburos en ese país.
- 2007: en la ciudad de Palencia (España) tiene lugar la explosión de gas más destructiva en los últimos diez años en España, que deja nueve víctimas y daños considerables en seis bloques de viviendas.
- 2011: en la Plaza de San Pedro de la Ciudad del Vaticano, el papa Benedicto XVI beatifica al papa Juan Pablo II, su predecesor.[3]
- 2011: Se refunda en el cantón de Liberia (Costa Rica) el club Municipal Liberia en la Segunda División de Costa Rica con una nueva administración.
- 2023: en Ecuador, el periodista Alfonso Espinosa de los Monteros se retira de la pantalla tras 56 años de trabajo y contar con un Récord Guinness como el presentador de noticias con más años al aire ininterrumpidamente.

## Nacimientos
- 1218: Rodolfo I de Habsburgo, emperador germano del Sacro Imperio romano (f. 1291).
- 1225: Jean de Joinville, acompañante y cronista del rey Luis IX (f. 1317).
- 1238: Magnus VI, rey noruego (f. 1280).
- 1285: Edmund FitzAlan, IX conde de Arundel, aristócrata inglés (f. 1326).
- 1531: Catalina Tomás, religiosa española (f. 1574).
- 1591: Johann Adam Schall von Bell, jesuita alemán (f. 1666).
- 1672: Joseph Addison, escritor y político inglés (f. 1719).

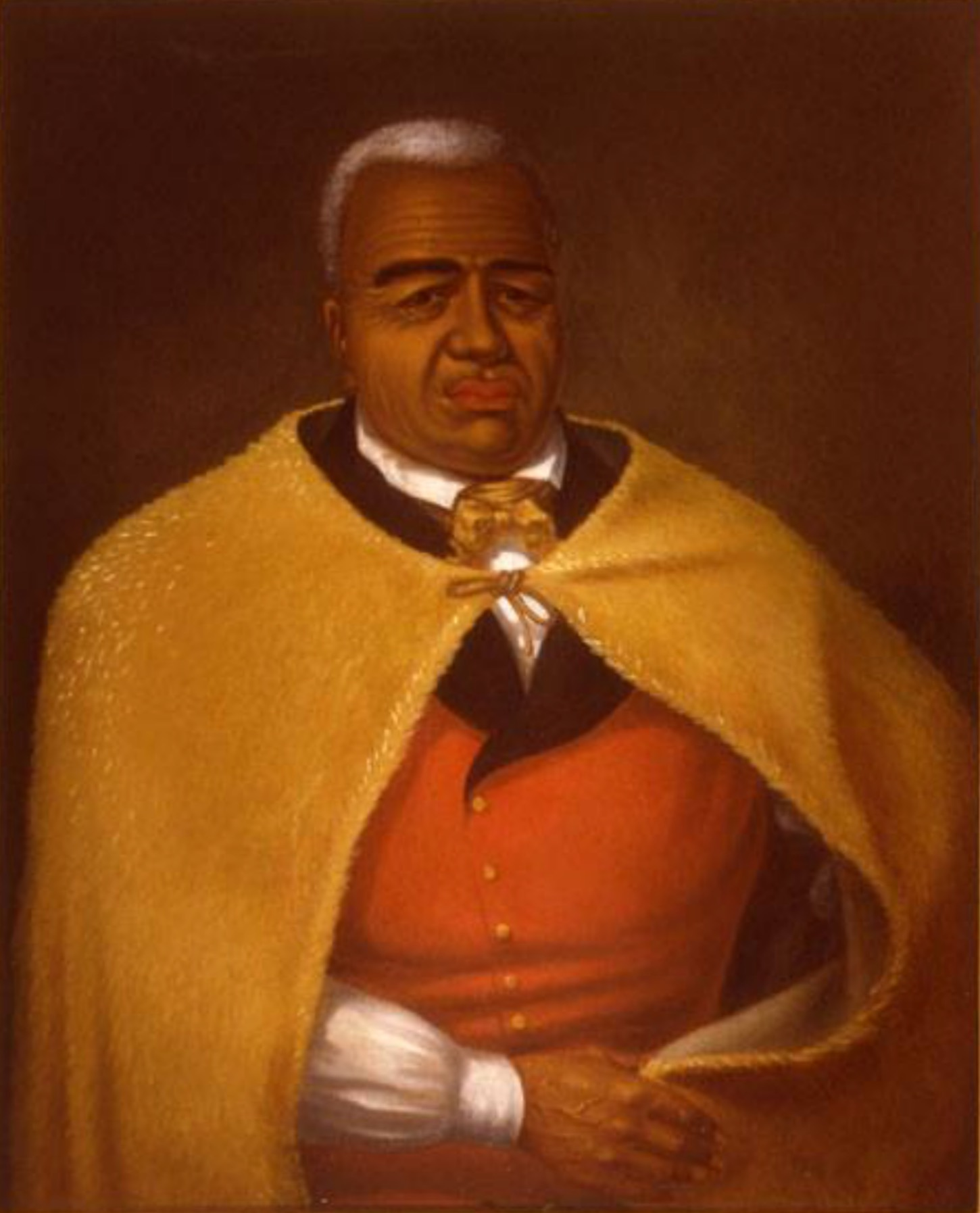
Kamehameha I.

- 1744: Filippo Fontana, arquitecto y escenógrafo boloñés (f. 1800).
- 1756: Kamehameha I, rey hawaiano (f. 1819).
- 1764: Benjamin Henry Latrobe, ingeniero civil y arquitecto británico (f. 1820).
- 1769: Arthur Wellesley, militar y estadista irlandés (f. 1852).
- 1772: Karl Friedrich von Gärtner, médico y botánico alemán (f. 1850).
- 1783: Vicente Rocafuerte, militar y político ecuatoriano (f. 1847).
- 1806: Felipe Santiago Xicoténcatl, militar mexicano (f. 1847).
- 1807: John B. Magruder, militar estadounidense (f. 1871).
- 1822: Julius von Haast, geólogo alemán (f. 1887).
- 1824: Salvatore Morelli, jurista, escritor, periodista y feminista italiano (f.1880)
- 1825: Johann Jakob Balmer, matemático y físico suizo (f. 1898).
- 1827: Jules Bretón, pintor francés (f. 1906).
- 1828: Adelardo López de Ayala, escritor español (f. 1879).
- 1829: José de Alencar, escritor, periodista y político brasileño (f. 1877).
- 1830: Guido Gezelle, poeta belga (f. 1899).
- 1850: Arturo de Sajonia-Coburgo-Gotha, aristócrata británico (f. 1942).

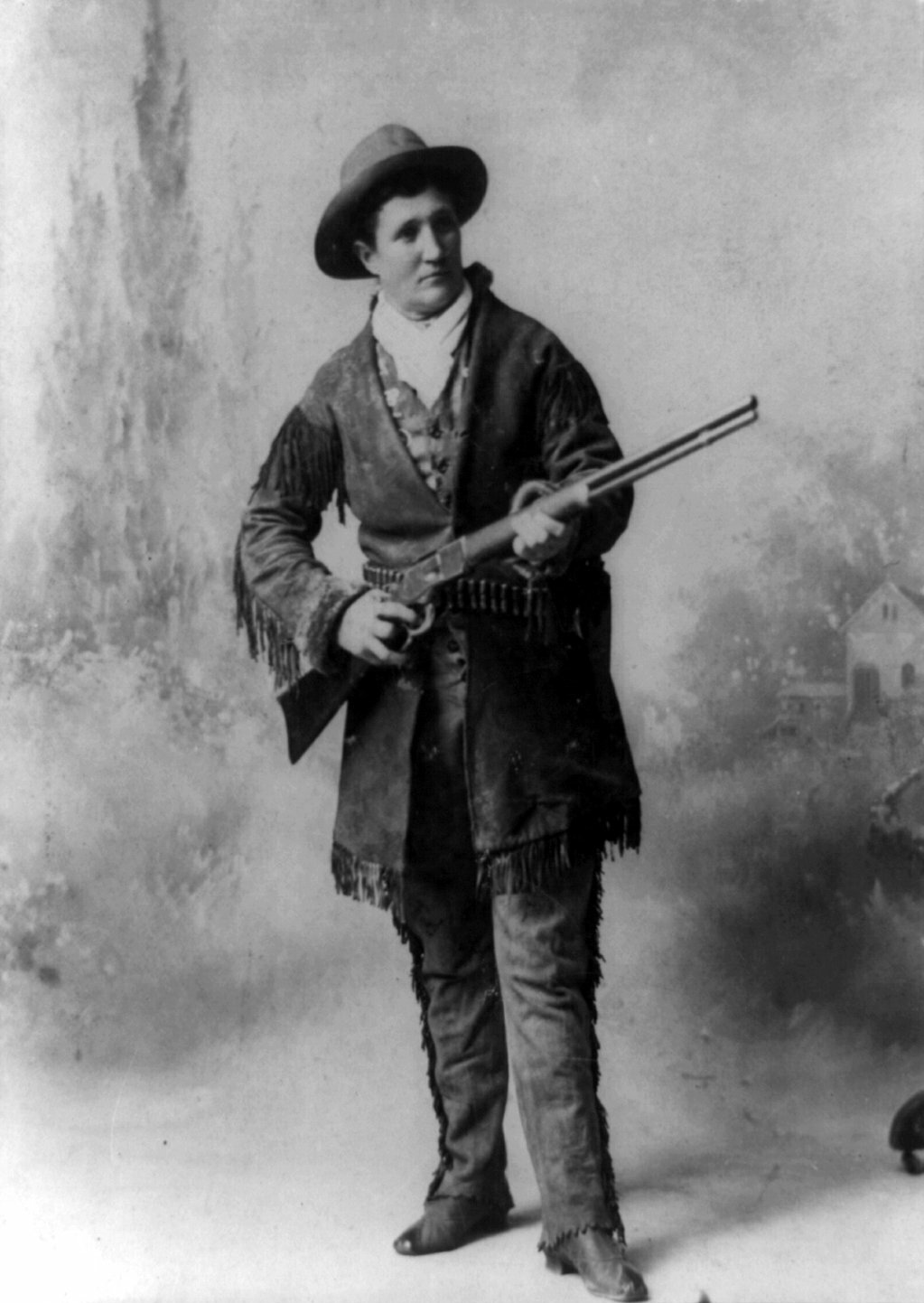
Calamity Jane.

- 1852: Calamity Jane, defensora fronteriza y exploradora profesional estadounidense (f. 1903).

Santiago Ramón y Cajal.

- 1852: Santiago Ramón y Cajal, médico español, premio nobel en fisiología o medicina en 1906 (f. 1934).
- 1855: Cecilia Beaux, pintora estadounidense (f. 1942).

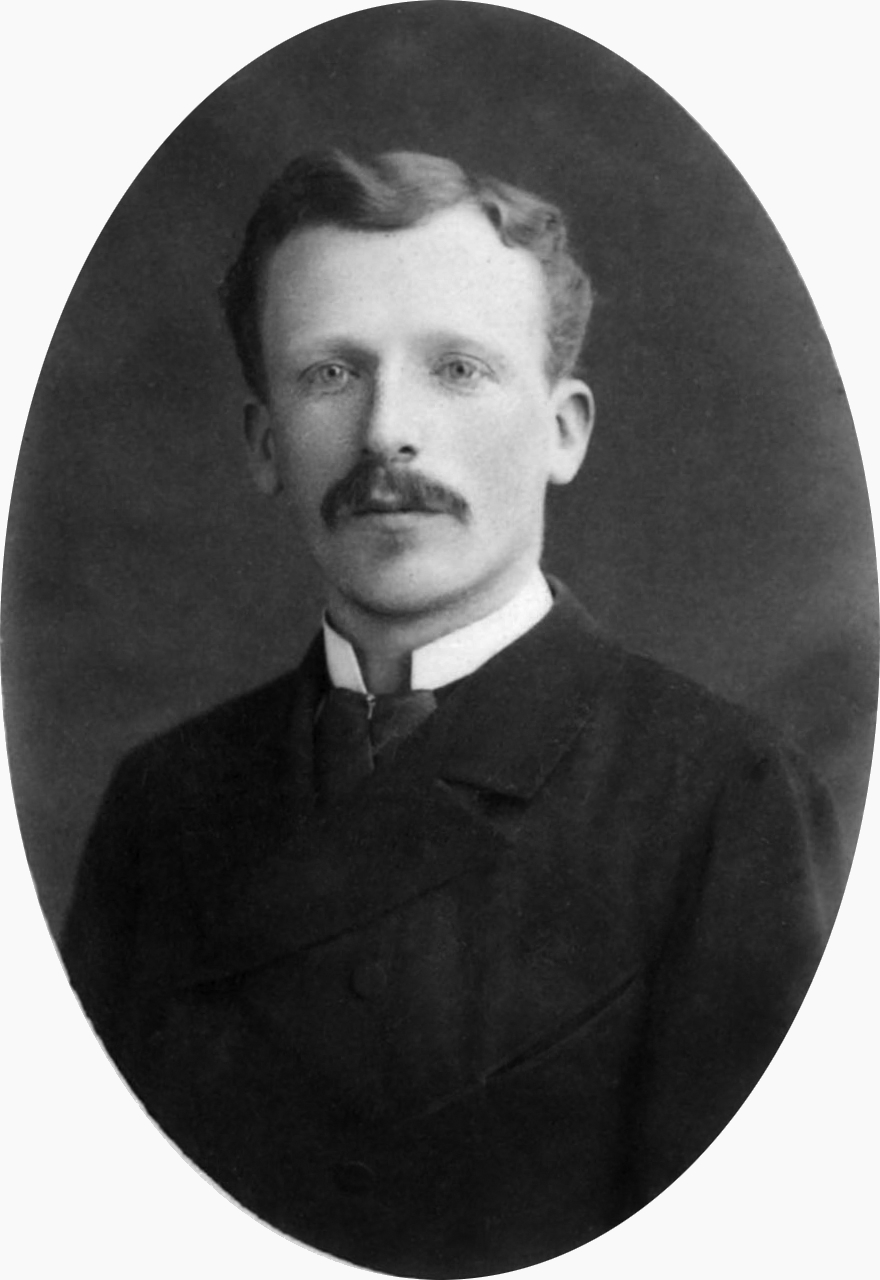
Theo Van Gogh.

- 1857: Theo van Gogh, marchante de arte neerlandés (f. 1891), hermano de Vincent.
- 1872: Sidónio Pais, militar y político portugués (f. 1918).
- 1872: Hugo Alfvén, compositor sueco (f. 1960).
- 1874: Romaine Brooks, pintora estadounidense (f. 1970).
- 1881: Francisco Regalado Rodríguez, militar español (f. 1958).
- 1881: Pierre Teilhard de Chardin, paleontólogo, sacerdote y filósofo francés (f. 1955).
- 1884: Eugène Dieudonné, anarquista francés (f. 1944).
- 1887: Alan Cunningham, general británico (f. 1983).
- 1892: Ciro Mendía (Carlos Edmundo Mejía), poeta y dramaturgo colombiano (f. 1979).
- 1895: Nikolái Yezhov, policía secreto soviético (f. 1940).
- 1896: Mark Wayne Clark, militar estadounidense (f. 1984).
- 1896: Pere Reus Bordoy, juez y político español (f. 1938).
- 1901: Antal Szerb, escritor y humanista húngaro (f. 1945).
- 1905 (o en 1901): Joaquín Penina, anarquista y albañil catalán, ejecutado en la ciudad argentina de Rosario (f. 1930).
- 1909: Yannis Ritsos, poeta y político griego (f. 1990).
- 1909: Julio Chaná, jurista chileno (f. 1995).
- 1910: J. Allen Hynek, astrónomo estadounidense (f. 1986).
- 1910: Cliff Battles, jugador y entrenador estadounidense de fútbol americano (f. 1981).
- 1913: Paul MacLean, físico estadounidense (f. 2007).
- 1915: Hoàng Văn Thái, militar y político vietnamita (f. 1986).
- 1916: Glenn Ford, actor canadiense (f. 2006).
- 1917: Danielle Darrieux, actriz francesa (f. 2017).
- 1917: Raúl Salinas Lozano, economista y político mexicano (f. 2004).
- 1922: Vitali Popkov, aviador militar soviético, uno de los principales ases de la aviación durante la Segunda Guerra Mundial (f. 2010).
- 1923: Joseph Heller, escritor estadounidense (f. 1999).
- 1924: Alejandro Olmos, político y periodista argentino (f. 2000).
- 1925: Gabriele Amorth, sacerdote y escritor italiano (f. 2016).
- 1925: Chuck Bednarik, jugador estadounidense de fútbol americano (f. 2015).
- 1926: Peter Lax, matemático húngaro.
- 1927: Albert Zafy, político malgache, presidente de Madagascar entre 1993 y 1996 (f. 2017).
- 1927: Gary Bertini, músico, compositor y director de orquesta moldavo-israelí (f. 2005)
- 1928: Sonny James, cantante y compositor estadounidense de música country (f. 2016).
- 1929: Ralf Dahrendorf, sociólogo y político anglo-germano (f. 2009).
- 1930: Mario David, guionista y cineasta argentino (f. 2001).
- 1930: Little Walter, armonista estadounidense (f. 1968)
- 1934: Cuauhtémoc Cárdenas Solórzano, político mexicano.
- 1934: Gerardo López, músico y cantante argentino, del grupo Los Fronterizos (f. 2004).
- 1934: Virgilio Godoy Reyes, político nicaragüense (f. 2016).
- 1935: Pedro Corona, empresario chileno.
- 1937: Una Stubbs, bailarina, y actriz británica de televisión (f. 2021).
- 1938: Gianni Lunadei, actor argentino de origen italiano (f. 1998).
- 1939: Wilhelmina Cooper, modelo y empresaria estadounidense (f. 1980).
- 1941: Jorge Arrate, abogado y economista chileno.
- 1943: Carlos Trillo, guionista de cómic argentino (f. 2011).
- 1944: Johnny Tedesco, cantante y actor argentino.
- 1945: Edda Bustamante, actriz y vedette argentina.
- 1945: Rita Coolidge, cantautora estadounidense.

- 1946: John Woo, cineasta chino.

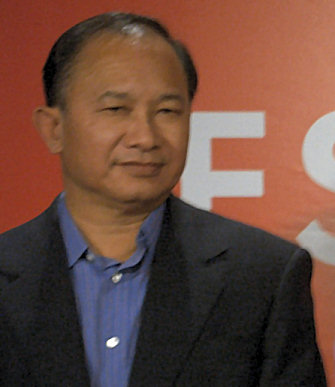
John Woo.

- 1947: Jacob D. Bekenstein, físico israelí (f. 2015).
- 1950: Dann Florek, actor estadounidense.
- 1951: Geoff Lees, piloto británico de automovilismo.
- 1952: Juan Carlos Heredia, futbolista hispano-argentino.
- 1954: Silvana Di Lorenzo, actriz y cantante argentina.
- 1954: Ray Parker Jr., compositor y guitarrista estadounidense.
- 1955: Jorge María Martínez García, músico español conocido como miembro de Ilegales.
- 1958: Miguel Portas, economista y político portugués (f. 2012).
- 1958: Patrice Talon, político beninés, Presidente de Benín desde 2016.
- 1959: Yasmina Reza, actriz y escritora francesa.
- 1960: Jorge Muñiz, es un actor, comediante, cantante y presentador mexicano.
- 1961: Timna Brauer, cantante austríaca.
- 1964: Sarah Chatto, noble británica.
- 1965: Andréi Xepkin, jugador de balonmano español de origen ucraniano.
- 1966: Olaf Thon, futbolista alemán.
- 1966: Robinson Díaz, actor colombiano.
- 1968: D'arcy Wretzky, bajista estadounidense, de la banda The Smashing Pumpkins.
- 1968: Oliver Bierhoff, futbolista alemán.
- 1969: Wes Anderson, cineasta estadounidense.
- 1969: José Miguel Arroyo Delgado (Joselito), torero español.
- 1969: Eruviel Ávila Villegas, político mexicano.
- 1970: Salvador del Solar, abogado, político, actor y director de cine peruano.
- 1970: Juan Manuel Moreno, político español.
- 1970: Roy Rosello, cantante puertorriqueño, exintegrante de Menudo.
- 1972: Julie Benz, actriz estadounidense.
- 1973: Alberto Ajaka, actor argentino.
- 1973: Oliver Neuville, futbolista italo-alemán.
- 1974: Tiffany Fallon, modelo estadounidense.
- 1975: Marc-Vivien Foé, futbolista camerunés (f. 2003).
- 1975: Austin Croshere, baloncestista estadounidense.
- 1976: Hate (Sergio Rodríguez Fernández), músico y MC (maestro de ceremonias) español.
- 1978: James Badge Dale, actor estadounidense.
- 1978: Jesús Arias, relator deportivo peruano.
- 1979: Pauli Rantasalmi, guitarrista finlandés, de la banda The Rasmus.
- 1980: Ana Claudia Talancón, actriz mexicana.
- 1980: Jay Reatard, músico estadounidense de punk rock (f. 2010).
- 1980: Zaz, cantante francesa.
- 1981: Mauro Tamayo Rozas, académico y político chileno.
- 1981: Aliaksandr Hleb, futbolista bielorruso.
- 1982: Tommy Robredo, tenista español.
- 1982: Darijo Srna, futbolista croata.
- 1982: Alejandro Durán, actor mexicano.
- 1982: Jamie Dornan, actor irlandés.
- 1983: Fran Vázquez, baloncestista español.
- 1984: Alexander Farnerud, futbolista sueco.
- 1984: Víctor Hugo Montaño, futbolista colombiano.
- 1986: Christian Benítez, futbolista ecuatoriano (f. 2013).
- 1986: Damián Díaz, futbolista argentino.
- 1986: Diego Valeri, futbolista argentino.
- 1986: Mamadou Samassa, futbolista francés.
- 1987: Shahar Peer, tenista israelí.
- 1987: Amir Johnson, baloncestista estadounidense.
- 1987: Saidi Ntibazonkiza, futbolista burundés.
- 1988: Nicholas Braun, actor estadounidense.
- 1988: Joe Hendry, luchador profesional británico.
- 1990: Caitlin Stasey, actriz australiana.
- 1990: Esteban Pavez, futbolista chileno.
- 1990: Patrick Schelling, ciclista suizo.
- 1990: Ricardo Glenn, jugador de baloncesto estadounidense.
- 1992: Sammy Ameobi, futbolista inglés.
- 1997: Maximiliano Falcón, futbolista uruguayo.
- 2002: Zabivaka, la mascota de Rusia 2018.
- 2003: Lizzy Greene, actriz estadounidense.
- 2004: Charli D'Amelio, bailarina y celebridad de internet estadounidense.

## Fallecimientos
- 408: Arcadio, emperador romano de Oriente entre 395 y 408 (n. 377).
- 524: Segismundo, rey burgundio (n. 524).
- 1118: Edith de Escocia, reina consorte de Inglaterra (n. 1080).
- 1256: Mafalda de Portugal, reina consorte de Castilla, señora de Arouca e Infanta de Portugal (n. 1195).
- 1308: Alberto I de Habsburgo, rey alemán (n. 1255).
- 1345: Peregrino Laziosi, santo italiano (n. 1266).
- 1539: Isabel de Portugal, Emperatriz consorte del Sacro Imperio Romano Germánico, reina consorte de España, Nápoles, Sicilia y Cerdeña, duquesa titular consorte de Borgoña y señora de Albacete (n. 1503).

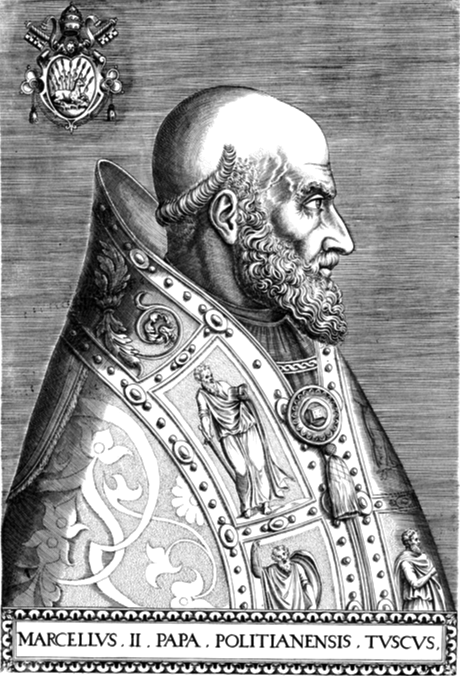
Marcelo II.

- 1555: Marcelo II, papa italiano (n. 1501).
- 1572: Pío V, papa italiano (n. 1504).
- 1733: Nicolas Coustou, escultor francés (n. 1658).
- 1840: Giuditta Grisi, mezzosoprano italiana (n. 1805).
- 1870: Gabriel Lamé, matemático francés (n. 1795).
- 1873: David Livingstone, explorador y misionero escocés (n. 1813).
- 1874: Niccolò Tommaseo, escritor y lingüista italiano (n. 1802).
- 1885: André Gill, cantautor y caricaturista francés (n. 1841).
- 1891: Eduard Schönfeld, astrónomo alemán (n. 1828).
- 1891: Ferdinand Gregorovius, historiador alemán (n. 1821).
- 1893: Alexander Kaufmann, poeta alemán (n. 1817).
- 1904: Antonín Dvořák, compositor checo (n. 1841).
- 1904: Augusto González de Linares, geólogo y zoólogo español (n. 1845).
- 1920: Margarita de Connaught, princesa heredera sueca (n. 1882).
- 1933: Isaac Garza Garza, empresario e industrial mexicano (n. 1853).
- 1934: Paul Gustave Fischer, pintor, ilustrador y cartelista danés (n. 1860).
- 1935: Henri Pélissier, ciclista francés (n. 1889).
- 1943: Valentina Safronova, partisana soviética (n. 1918)
- 1945: Nina Petrova, francotiradora soviética (n. 1893).
- 1945: Joseph Goebbels, político nazi alemán (n. 1897).
- 1945: Magda Goebbels, esposa de Joseph Goebbels (n. 1901).
- 1965: Spike Jones, comediante y músico estadounidense (n. 1911).
- 1968: Demetrio Carceller Segura, político español (n. 1894).
- 1973: Asger Jorn, pintor danés (n. 1914).
- 1977: Pedro Antonio Ramos, músico venezolano (n. 1905).
- 1978: Aram Jachaturián, compositor ruso (n. 1903).
- 1981: Rafael Aizpún, político español (n. 1889).
- 1982: Walther Wenck, militar nazi (n. 1900).
- 1984: Nito Mores, actor y cantante de tangos argentino (n. 1944).
- 1991: Richard Thorpe, cineasta estadounidense (n. 1896).
- 1992: Manolo Montoliu, banderillero español (n. 1954).
- 1993: Pierre Bérégovoy, político francés (n. 1925).

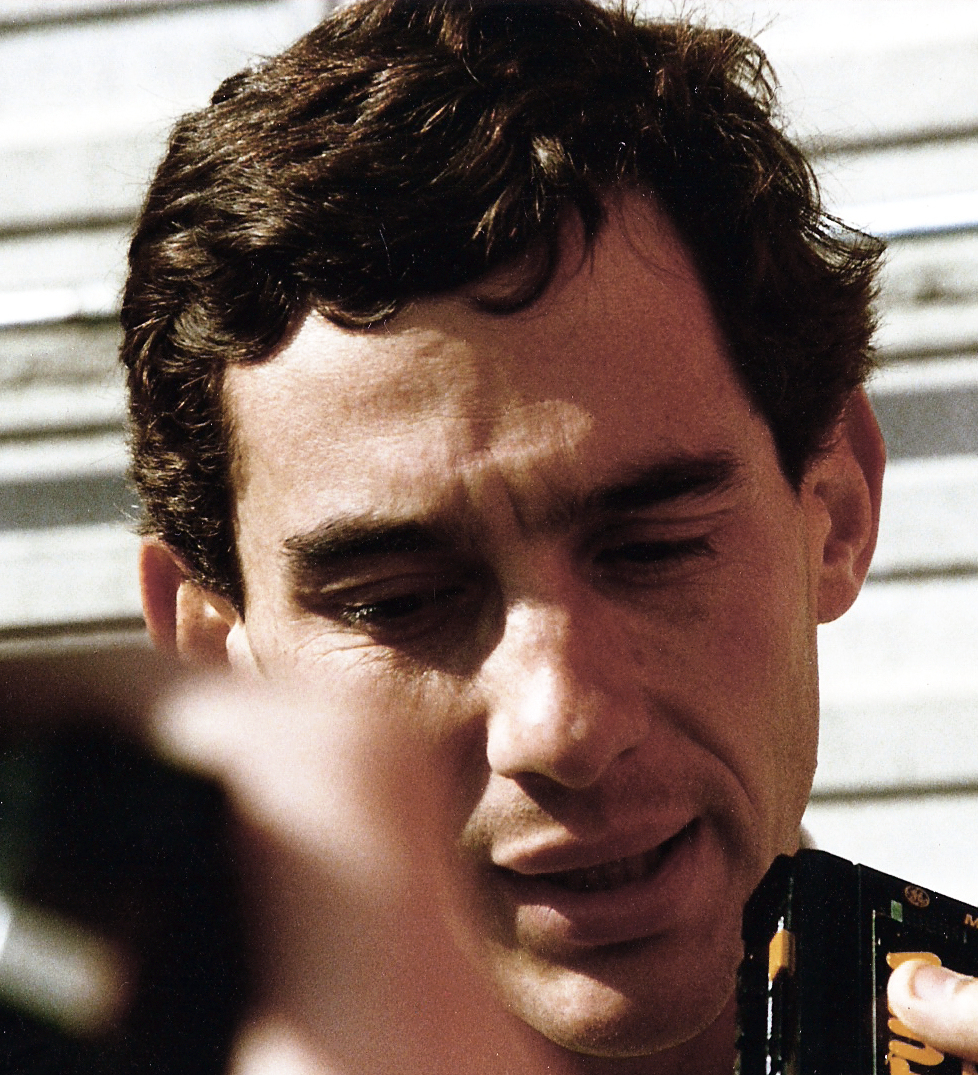
Ayrton Senna.

- 1994: Ayrton Senna, piloto brasileño de Fórmula 1 (n. 1960), tres veces Campeón Mundial de la Máxima Categoría (1988, 1990 y 1991).[4]
- 1995: Tandarica, actor y humorista argentino de origen rumano (n. 1926).
- 2000: Steve Reeves, actor estadounidense (n. 1926).
- 2001: Harold Hairston, baloncestista estadounidense (n. 1942).
- 2004: Ejler Bille, artista danés (n. 1910).
- 2006: Raúl Primatesta, cardenal argentino (n. 1919).
- 2007: David Lorenzo Magariño, escritor español (n. 1982).
- 2007: Karl Olov Hedberg, botánico sueco (n. 1923).
- 2007: Fermín Trueba, ciclista español (n. 1915).
- 2011: Henry Cooper, boxeador británico (n. 1934).
- 2012: Gogó Andreu, actor y músico argentino (n. 1919).
- 2014: Juan Formell, músico, bajista, compositor y arreglista cubano, director de orquesta de Los Van Van (n. 1942).
- 2015: Grace Lee Whitney, actriz estadounidense (n. 1930).
- 2015: Geoff Duke, piloto británico de automovilismo (n. 1923).
- 2015: María Elena Velasco ("La India María"), actriz mexicana (n. 1940).
- 2016: Solomon W. Golomb, matemático e ingeniero estadounidense (n. 1947).
- 2017: Harold Orozco, fue un cantante, arreglista, y compositor colombiano Reconocido por ser uno de los intérpretes de la nueva ola en Colombia.  (n. 1947).
- 2018: Max Berrú, cantautor, músico, integrante ecuatoriano de Inti Illimani (n. 1942).
- 2019: Issa J. Boullata, escritor, traductor y docente de literatura árabe (n. 1929).
- 2020: Silvia Legrand, actriz argentina (n. 1927).
- 2021: Rafael Roncagliolo, sociólogo, político y periodista peruano (n. 1944).
- 2021: Olympia Dukakis, actriz estadounidense (n. 1931).
- 2023: Gordon Lightfoot, cantante y compositor canadiense (n. 1938).
- 2024: Paco Villa, periodista, conductor y narrador deportivo mexicano (n. 1969).
- 2025: Manolo el del Bombo, mayor fan de la selección española (n. 1949).

## Celebraciones
- Día Internacional de los Trabajadores:
Conmemoración del origen del movimiento obrero; festivo en la mayor parte de los países del mundo.[5]
En las naciones comunistas, se denomina Día de la Solidaridad Internacional de los Trabajadores.

- Día Mundial del Amor.[6]
El Día Mundial del Amor o Global Love Day es una iniciativa impulsada por la organización Love Foundation.

- Día Internacional de la Anemia de Fanconi.[7]
Orientado a visibilizar las causas, diagnóstico y tratamiento de esta enfermedad, así como dar apoyo a las personas que lo padecen y a sus familiares.

- Día Mundial de la Enfermedad de Lyme.[8]

 Por países
(Por orden alfabético)
- Argentina: 
  -  Bautismo de fuego de la Fuerza Aérea Argentina.
Guerra de Malvinas: 1 de mayo de 1982 (43 años).
  - Día de la Constitución Nacional.[9]
Sancionada por el Congreso General Constituyente el 1 de mayo de 1853 (172 años).
    -       -  Misiones: aniversario de Colonia Luján (en el municipio de Garuhapé).[10] Fue fundada por la Cooperativa de Colonización Argentina Ataku en los primeros días de mayo de 1959, en el municipio de Garuhapé. Fue la primera colonia colectiva de japoneses establecida en la Argentina dentro de la modalidad de inmigración planificada.
Fundación: 1 de mayo de 1959 (66 años).

- Estados Unidos:
  - Día de la Ley (Law Day).
  - Día de la Lealtad (Loyalty Day).
  - Hawái: festividad del Día del Lei.

- India: 
  - Maharashtra Divas (Día de Majarastra). El 1 de mayo de 1960, el Gobierno indio dividió el estado de Bombay en los nuevos estados lingüísticos de Majarastra y Guyarat.

- Irán: 
  - comienza la Semana de los Profesores en honor al clérigo chiita Morteza Motahhari (1919-1979), líder de la Revolución islámica, asesinado por el grupo terrorista marxista Mojahedin-e Khalq Organization (MKO).

- Irlanda: 
  - Beltane: Lá Bealtaine, el primer día del verano en la Irlanda moderna era celebrado por los celtas (en el druidismo) y ahora lo festejan los neopaganos y wiccas.

- Islas Marshall: 
  - Día de la Independencia del dominio estadounidense (1979).

- Malta: 
  - L-Ewwel ta Mejju, Jum il-haddiem (Día de los Trabajadores).

- República Checa: 
  - Día Nacional del Amor. En Praga, las parejas se reúnen ante el monumento del poeta Karel Hynek Mácha para besarse.

- Suiza: 
  - fiesta oficial de la primavera.

- Taiwán y costa de  China: 
  - festival de la diosa Matsu.

Celebraciones compartidas
- Unión Europea
  -  Inglaterra,  Escocia,  Finlandia,  Suecia y Baviera ( Alemania):
    - Santa Walburga o Walpurga, santa católica que se relaciona con el rito pagano de la Noche de Walpurgis y se cree que podría ser una cristianización de las diosas Walpurgis (de los teutones), Beltane de los celtas y Floralia o Maia de los romanos.

- Imperio romano:
  - festival femenino en honor de Bona Dea, también conocida como Maia y Fauna.
  - cuarto día de la Floralia o Juegos Florales, en honor a la diosa Flora.
  - día de los Lares públicos.

- Norte de Europa: Noche de Walpurgis.

### Santoral católico

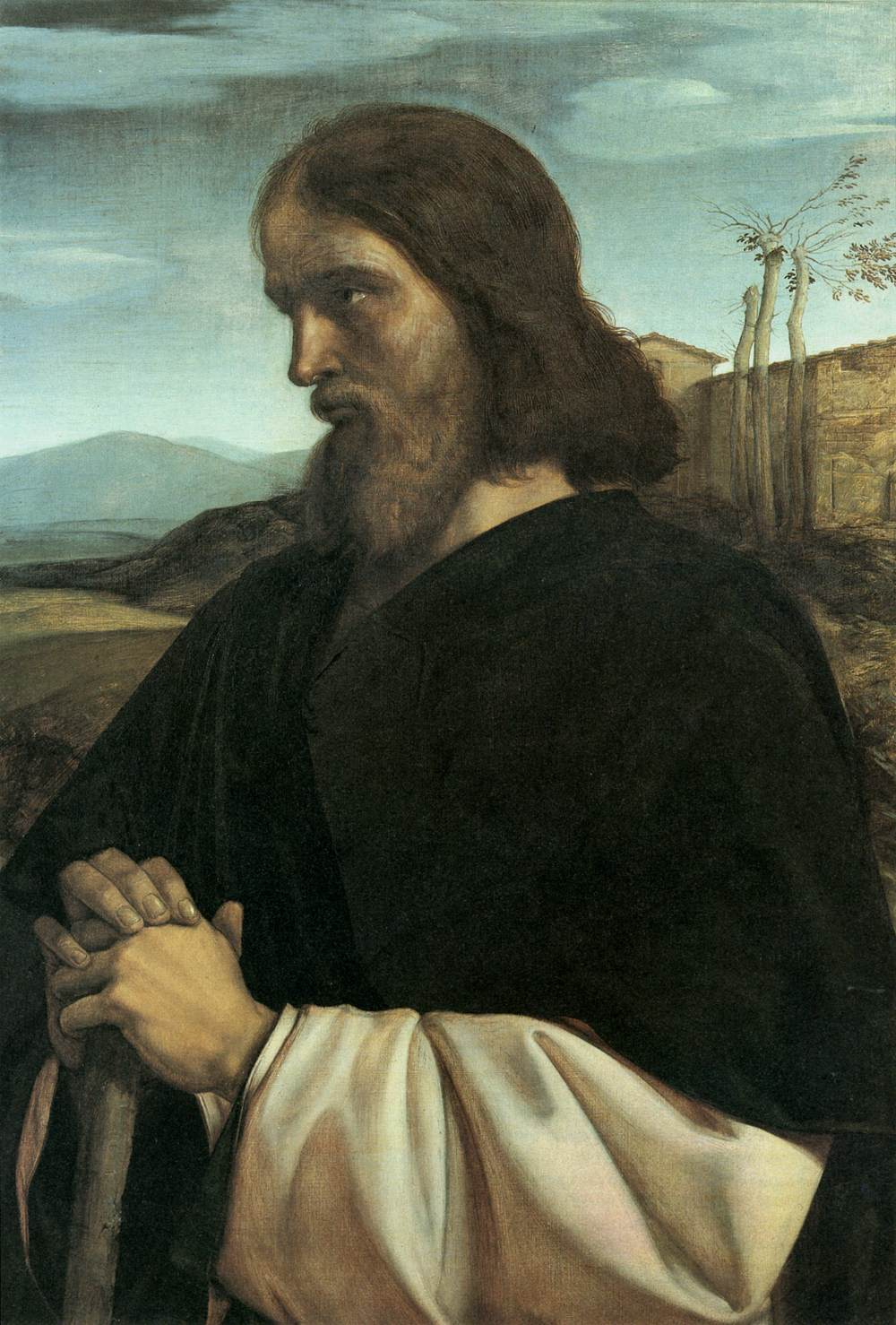
Pintura de San José por William Dyce.

- San José Obrero.[11](imagen ilustrativa).
- Santos Orencio y Paciencia de Huesca.
- San Jeremías, profeta.
- San Andéolo de Viviers, mártir.
- Santos Torcuato de Acci, Tesifonte de Bergium, Esicio de Carcer, Indalecio de Urci, Segundo de Ábula, Eufrasio de Iliturgi y Cecilio de Illiberis, obispos (s. III/IV).
- San Amador de Auxerre, obispo (f. 418)
- San Orencio de Auch, obispo (f. 440).
- San Brieuc de Cambria, obispo y abad (f. 500).
- San Segismundo, rey (f. 524).
- San Marculfo de Nanteuil, ermitaño, monje y abad (f. 558).
- San Asaf de Llan-Elwy, abad y obispo (s. VI).
- San Arigio de Gap, obispo (f. 604).
- San Teodardo de Narbona, obispo (f. 893).
- San Peregrino Laziosi, religioso (f. 1345).
- San Pío V, papa (f. 1572).
- San Agustín Schoeffler, presbítero y mártir (f. 1851).
- San Juan Luis Bonnard, presbítero y mártir (f. 1852).
- San Ricardo Pampuri (f. 1928).
- Beato Aldebrando de Fossombrone, obispo (f. 1170).
- Beata Mafalda de Portugal, virgen (f. 1257).
- Beato Ubaldo de San Geminiano, ermitaño (f. 1320).
- Beato Julián Cesarello, presbítero (f. 1349).
- Beata Petronila de Moncel, virgen y abadesa (f. 1355).
- Beato Clemente Septyckyj, presbítero y mártir (f. 1951).

Celebraciones católicas
- Coronamientos de Mayo: ceremonia ritual no oficial de la Iglesia católica.

 Por países
(Por orden alfabético)
- España:
  - Abanilla (Murcia): desfile de Moros y Cristianos, declarado de interés turístico regional.
  - Almonacid de Toledo (Toledo): romería de la Virgen de la Oliva.
  - Beniaján (Murcia): romería de la Virgen del Azahar.
  - Castillazuelo (Huesca): romería al Monasterio del Pueyo.
  - La Codosera (Badajoz): fiestas de Los Mayos, los vecinos colocan en las puertas de sus casas, los "mayos", que son muñecos que confeccionan durante varios días antes, siempre con algún mensaje de tipo satírico.
  - Madridejos (Toledo): romería de la Virgen de Valdehierro.
  - Pazos de Monte (Orense): fiestas de San José, declaradas de interés turístico regional.
  - Torrecampo (Córdoba): romería de la Virgen de las Veredas.
  - Villacañas (Toledo): fiestas del Cristo de la Viga, declaradas de interés turístico regional.

### Religión romana
- Calendas.
- Maya.
- Lares Públicos.
- Bona Dea Subsaxana.
- Ludi Florali, cuarto día.

### Religión celta
- Beltane.